# Inkwizytorzy Lombardii i Marchii Genueńskiej

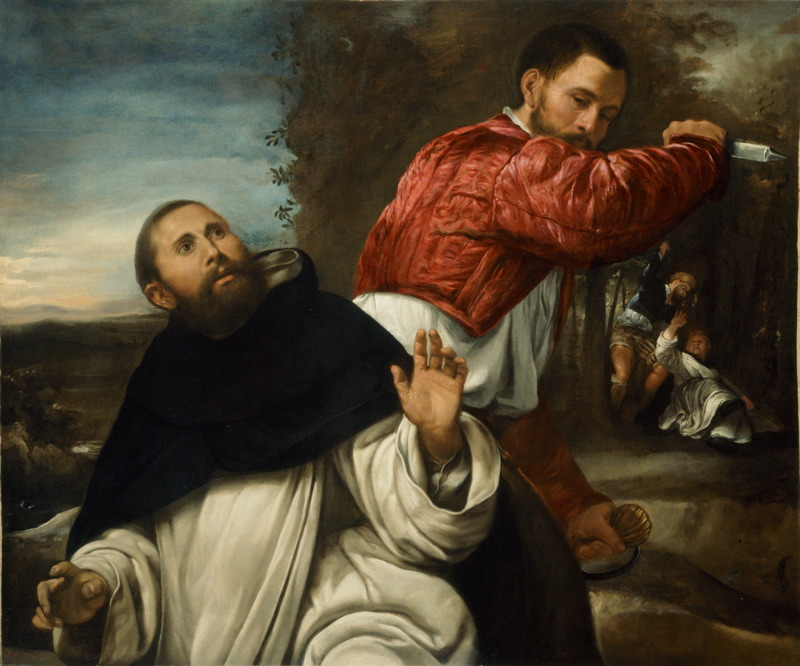
Św. Piotr Męczennik, inkwizytor Lombardii, zamordowany w 1252, został patronem inkwizytorów

Lista inkwizytorów papieskich działających w średniowieczu na terenie prowincji inkwizytorskiej zwanej "Lombardia i Marchia Genueńska". Jej granice zostały doprecyzowane przez papieża Innocentego IV w 1254. Terytorialnie obejmowała ona obszar od Bolonii, Ferrary i jeziora Garda na wschodzie do Piemontu na zachodzie i w przeważającej mierze pokrywała się z terytorium prowincji lombardzkiej zakonu dominikanów, z którego szeregów wywodzili się inkwizytorzy.
Inkwizytorzy mianowani na terenie Lombardii i Marchii Genueńskiej początkowo nie byli przypisani do stałych siedzib czy mniejszych okręgów. Mogli oni działać gdziekolwiek w granicach tej prowincji, a działalność wielu z nich poświadczona jest w różnych, nieraz odległych od siebie lokalizacjach. Stopniowo jednak ten stan rzeczy się zmieniał. W zasadzie już w II połowie XIII wieku kilka ośrodków stało głównymi siedzibami inkwizycji (np. Mediolan i Genua już w latach pięćdziesiątych, Pawia w latach siedemdziesiątych), choć początkowo nie wiązało się to z przyporządkowaniem ich do konkretnych obszarów. Dopiero po podziale dominikańskiej prowincji zakonnej na Lombardię Dolną (wschodnią) i Górną (zachodnią) na początku XIV wieku doszło do rozgraniczenia prowincji na mniejsze okręgi o w miarę ustalonych siedzibach i granicach.
Prawo mianowania inkwizytorów w Lombardii i Marchii Genueńskiej miał dominikański prowincjał Lombardii na mocy przywileju udzielonego mu przez papieża Innocentego IV już w maju 1252. W 1254 papież ten określił, że w prowincji tej powinno działać czterech inkwizytorów, ale jego następca Aleksander IV już 1256 postanowił, że liczba ta powinna wzrosnąć do ośmiu. Po podziale lombardzkiej prowincji zakonnej na Górną i Dolną Lombardię (1303) prawo nominacji przeszło na prowincjałów obu nowo utworzonych prowincji, przy czym prowincjał Lombardii Górnej mógł mianować siedmiu inkwizytorów, a prowincjał Lombardii Dolnej trzech, każdy w granicach swojej prowincji. Papież Benedykt XI w 1304 zwiększył bowiem liczbę inkwizytorów w Lombardii do dziesięciu. Nie jest przy tym wykluczone, że Benedykt XI jedynie usankcjonował istniejący stan rzeczy, gdyż liczba lombardzkich inkwizytorów prawdopodobnie już za pontyfikatu Bonifacego VIII (1294–1303) przekroczyła limit ustalony przez Aleksandra IV w 1256.
Pomimo podziału prowincji zakonnej, inkwizytorska prowincja Lombardii i Marchii Genueńskiej nadal traktowana była jako jedna całość. Co więcej, kiedy w 1302 sprawowanie urzędu inkwizycji w okręgach Padwie i Vicenzy zostało odebrane franciszkanom i przekazane w ręce dominikanów z Lombardii Dolnej, okręgi te nadal były traktowane jako część prowincji inkwizytorskiej Marchii Trewizańskiej, a nie Lombardii i Marchii Genueńskiej.

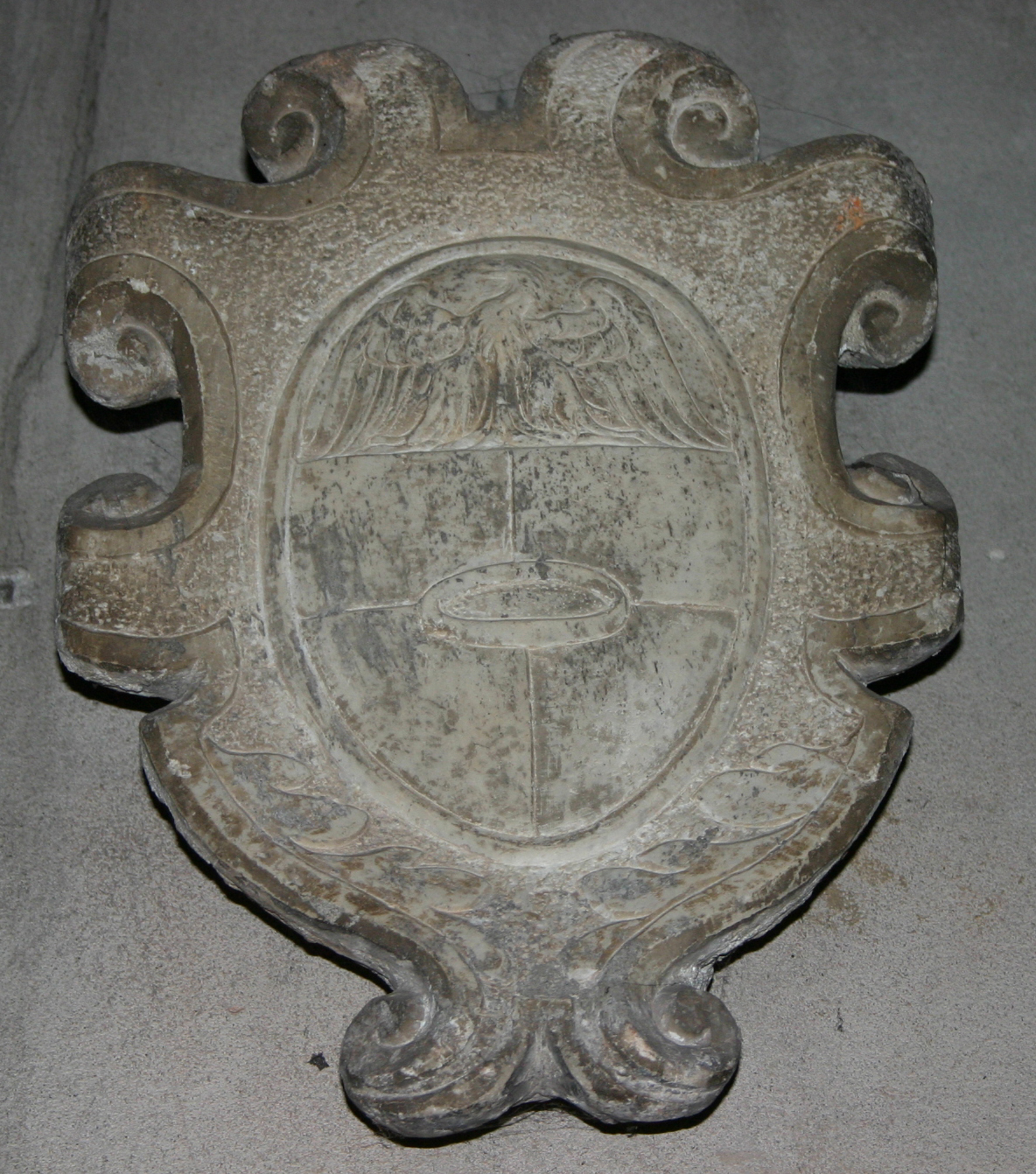
Kartusz herbowy Melchiorre Crivelliego, dominikańskiego inkwizytora Mediolanu w latach 1521–53

Reguły ustalone na początku XIV wieku przetrwały, z niewielkimi zmianami, ponad półtora wieku. Poważniejsze zmiany rozpoczęły się wraz z utworzeniem w 1459 tzw. Kongregacji Lombardzkiej, jako struktury niezależnej od prowincjałów Dolnej i Górnej Lombardii. Kongregacja ta reprezentowała zreformowane, tzw. obserwanckie skrzydło zakonu i przejawiała dużą ekspansywność, przejmując stopniowo coraz więcej konwentów z obu lombardzkich prowincji, a nawet z innych prowincji zakonnych na Półwyspie Apenińskim. Wraz z przejmowaniem przez Kongregację Lombardzką konwentów będących siedzibami sądów inkwizycyjnych, wikariusz generalny Kongregacji stopniowo przejmował od prowincjałów prowincji konwentualnych uprawnienia do mianowania inkwizytorów w tych okręgach. Zdarzało się, że Kongregacja, po przejęciu jakichś ważniejszych konwentów w okręgu inkwizytorskim obsadzanym przez władze konwentualnej prowincji, doprowadzała do ich secesji i utworzenia z nich odrębnego okręgu, a to miało też przełożenie na wzrost liczby inkwizytorów pod koniec XV wieku i przekroczenia limitów ustalonych przez papieża Benedykta XI w 1304. Tendencję tę wzmacniały też dążenia władców państewek północnowłoskich do tego, aby każdy z nich miał "swojego" inkwizytora, odpowiedzialnego tylko za terytorium danego państewka. W rezultacie liczba inkwizytorów lombardzkich, których liczba jeszcze ok. 1475 nie przekraczała dziesięciu lub jedenastu, czterdzieści lat później była prawie dwukrotnie większa.
Ekspansja Kongregacji Lombardzkiej i przejmowanie przez nią konwentów - siedzib inkwizytorskich, doprowadziła do stopniowego wypierania zakonników z obu prowincji konwentualnych ze sprawowania urzędu inkwizycji. Ostatni inkwizytor z prowincji dolnolombardzkiej został odwołany z urzędu w 1514, a w 1531 papież Klemens VII zdecydował, że obie konwentualne prowincje zostały zredukowane do statusu wikariatów: Lombardia Górna stała się wikariatem św. Piotra Męczennika, a Lombardia Dolna wikariatem św. Dominika. Natomiast Kongregacja Lombardzka została przekształcona w regularną prowincję zakonną, zwaną "prowincją Obojga Lombardii".
Inkwizytorska prowincja Lombardii i Marchii Genueńskiej początkowo nie była podzielona na stałe okręgi. Pierwsze ślady podziału prowincji na okręgi pochodzą wprawdzie już z XIII wieku, ale punktem zwrotnym w organizacji terytorialnej był prawdopodobnie podział lombardzkiej prowincji zakonnej dominikanów dominikanów na Górną i Dolną Lombardię w 1303/04. Od tej pory inkwizytorzy mianowani w jednej prowincji zakonnej nie działali na terenie drugiej, a w obrębie własnych prowincji przydzielano im mniejsze okręgi. Proces sedentaryzacji inkwizytorów lombardzkich i rozgraniczania poszczególnych okręgów jest jednak trudny w uchwycenia w źródłach. Prawdopodobne jest jednak, że szybciej przebiegł on w Lombardii Dolnej, gdzie aż do przedostatniej dekady XV wieku działało tylko trzech inkwizytorów, zgodnie z zarządzeniem Benedykta XI z 1304. Już pod koniec pierwszej dekady XIV wieku poświadczone jest istnienie na stałe dwóch trybunałów inkwizycyjnych: 
- trybunału w Bolonii oraz
- trybunału w Ferrarze (wraz z jurysdykcją nad Modeną i Reggio Emilia)

Nie jest do końca jasna kwestia trzeciego trybunału lub okręgu. W XIV i pierwszej połowie XV wieku odnotowywano inkwizytorów rezydujących w Parmie (np. w 1308) lub Mantui (np. w 1440). W 1468 utworzono stały trybunał w Parmie, z jurysdykcją także nad Reggio nell’Emilia, dla którego znana jest nieprzerwana lista inkwizytorów aż do jego rozwiązania w połowie XVI wieku. Natomiast w Mantui w 1485 ustanowiono czwarty w Lombardii Dolnej stały trybunał inkwizycyjny (w międzyczasie podlegała inkwizytorom Bolonii). Zdarzało się, że okręgi Bolonii i Ferrary łączone były unią personalną.

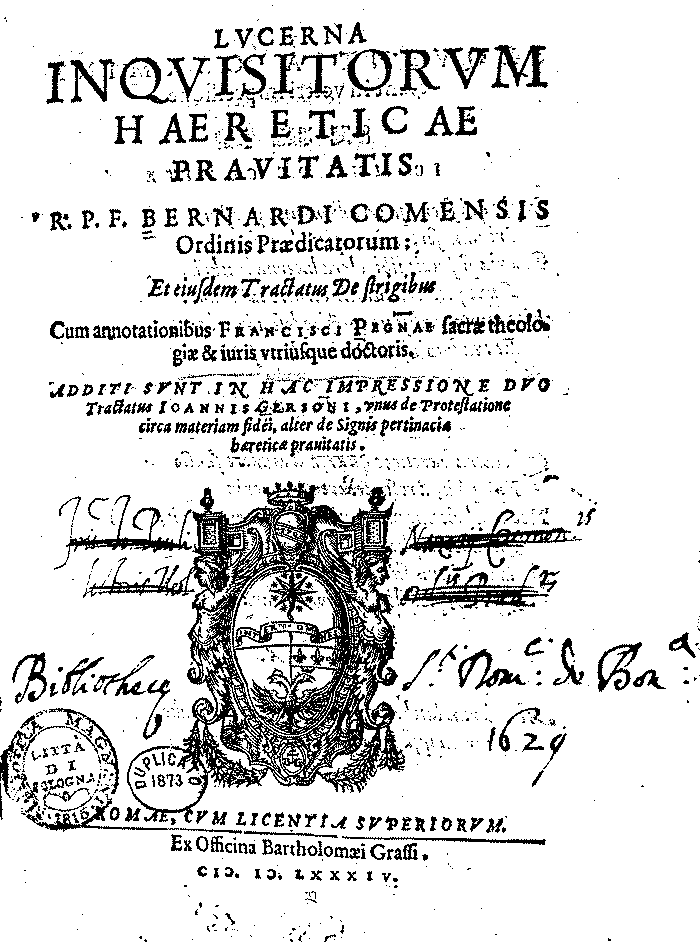
Strona tytułowa rzymskiego wydania (z 1584 r.) podręcznika dla inkwizytorów Lucerna Inquisitorum Haereticae Pravitatis autorstwa Bernardo Rategno da Como OP, inkwizytora diecezji Como w latach 1505–12

W Lombardii Górnej uformowanie się podziału na dystrykty nastąpiło prawdopodobnie w tym samym czasie, jednak ich granice podlegały większym fluktuacjom niż w Lombardii Dolnej. Co więcej, wbrew rozporządzeniu Benedykta XI z 1304, prawdopodobnie już w XIV wieku liczba inkwizytorów w Lombardii Górnej wzrosła do ośmiu (może nawet dziewięciu), gdyż często mianowano jednego lub dwóch dodatkowych inkwizytorów w diecezjach piemonckich, gdzie mieszkały liczne społeczności heretyckich waldensów. Analizując nominacje dokonywane w ciągu pierwszej i drugiej dekady XIV wieku można wymienić następujące, istniejące wówczas okręgi Lombardii Górnej: 
- Mediolan
- Alessandria i Genua
- Bergamo i Brescia
- Vercelli i Novara
- Piemont
- Piacenza i Cremona
- Pawia (wraz z Tortoną).

W ciągu XIV wieku w okręgu piemonckim działało przeważnie dwóch inkwizytorów jednocześnie, aż w końcu, w bliżej nieustalonym momencie (prawdopodobnie w pierwszej połowie XV wieku) uległ on rozgraniczeniu na dwa okręgi, z czego jeden (południowy) podlegał jurysdykcji trybunału w Savigliano, a drugi (północny) obejmował subdystrykty Asti, Turynu i Chieri.
Od połowy XIV wieku udokumentowany jest także okręg inkwizytorski dla Tortony i Alessandrii, który okresowo był rozdzielany. W XV wieku doszło do połączenia okręgu Pawii z okręgami Piacenzy i Cremony.
Około roku 1475 w Lombardii Górnej było osiem stałych okręgów lub trybunałów inkwizytorskich:
- trybunał w Mediolanie (obejmujący diecezje Mediolanu i Lodi),
- trybunał w Genui (z jurysdykcją nad całą Marchią Genueńską).
- trybunał w Savigliano (obejmujący diecezje Mondovì i Alba oraz południową część diecezji turyńskiej),
- okręg Piemontu (obejmujący diecezję Asti oraz północną część diecezji turyńskiej),
- okręg Vercelli, Como i Novary; w tytulaturze inkwizytorów z tego okręgu często wskazywano na diecezję Como (inquisitor Cumanus),
- okręg Pawii, Piacenzy i Cremony,
- okręg Brescii i Bergamo (obejmujący diecezje Brescii i Bergamo oraz subdystrykt Cremy),
- okręg Tortony i Alessandrii.

W następnych latach okręgi w Lombardii Górnej ulegały dalszym podziałom:
- w 1483 okręg piemoncki podzielono na okręgi Asti i Turynu, z okręgu Savigliano czasowo (do 1495, a następnie ponownie w latach 1498-1513) wyodrębniono diecezję Mondovi
- w 1488 z okręgu Vercelli, Como i Novary wyodrębniono okręg Casale Monferrato, który następnie na krótko podporządkowano inkwizytorom Asti (1494–1505)
- w 1498 rozdzielono okręgi Brescii i Bergamo (w latach 1512–15 złączono je ponownie, ale na krótko),
- w 1502 rozdzielono okręgi Pawii oraz Piacenzy wraz z Cremoną,
- w 1505 podzielono okręg Vercelli, Como i Novary na trzy niezależne okręgi oraz ponownie (tym razem na stałe) utworzono trybunał w Casale Monferrato,
- w 1509 z okręgu Savigliano wyodrębniono tymczasowo (do 1533) okręg Saluzzo,
- prawdopodobnie ok. 1520 rozdzielono okręgi Tortony i Alessandrii.

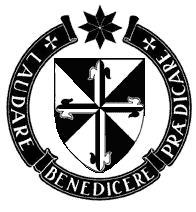
Herb zakonu dominikanów

Jest też możliwe ustalenie chronologii przejmowania poszczególnych okręgów inkwizytorskich przez obserwancką Kongregację Lombardzką (od 1531 Prowincja Obojga Lombardii):
- w Lombardii Dolnej:
  - 1459 (rok utworzenia Kongregacji) – Bolonia
  - 1485 – Mantua (okręg nowo utworzony)
  - 1507 – Parma
  - 1514 – Ferrara
- w Lombardii Górnej:
  - 1459 (rok utworzenia Kongregacji) – Brescia-Bergamo
  - 1502 – Piacenza-Cremona (okręg nowo utworzony)
  - 1505 – Como (okręg nowo utworzony)
  - 1509 – Saluzzo (okręg nowo utworzony, zniesiony w 1533)
  - 1510 – Casale Monferrato
  - 1530 – Pawia
  - 1539 – Genua.

Trybunał mediolański został po raz pierwszy przejęty przez Kongregację Lombardzką w 1511, ale już w 1512 przywrócono go zakonnikom z prowincji Lombardii Górnej. Ostateczne przejęcie tego trybunału przez obserwantów nastąpiło dopiero w 1558, a więc już po utworzeniu inkwizycji rzymskiej.
Poniższe listy inkwizytorów pod względem czasowym doprowadzone są jedynie do momentu utworzenia przez papieża Pawła III rzymskiego trybunału Świętego Oficjum w latach 1541–1542, aczkolwiek data ta ma charakter umowny, gdyż proces przekształcania średniowiecznych sądów inkwizycji papieskiej w scentralizowaną inkwizycję rzymską trwał kilka dziesięcioleci, a w niektórych okręgach lombardzkich nominacje inkwizytorów według zasad ustalonych w średniowieczu miały miejsce jeszcze w latach 70. i 80. XVI wieku.
Daty podawane w nawiasach, w odniesieniu do inkwizytorów mianowanych przed rokiem 1474, oznaczają jedynie okresy, w jakich dany inkwizytor jest poświadczony źródłowo jako sprawujący ten urząd, a więc niekoniecznie wskazują cały okres urzędowania. Natomiast począwszy od roku 1474 daty w nawiasach oznaczają pełne okresy urzędowania, z tym, że w niektórych przypadkach daty te mają charakter orientacyjny.

## Inkwizytorzy Lombardii do 1304

### Okres do 1252
- Alberico OP, inkwizytor w Bergamo (1232)[16]
- Giovanni Schio da Vicenza OP, inkwizytor Lombardii (1247)[17]
- Pietro da Verona OP, inkwizytor w Cremonie, Como i Mediolanie (1251–1252)[18]
- Viviano da Bergamo OP, inkwizytor w Cremonie (1251)[18]

### Inkwizytorzy trybunału w Mediolanie (od 1252)
- Raniero Sacconi OP (1252–1262)[19]
- Guido da Sesto OP (1252–1253)[20]

- Guido Cocconato OP (1279–1304?)[21]
- Manfredo da Dovaria OP (1284)[22]
- Guglielmo da Acqui OP (1289–1293)[23]
- Raniero da Pirovano OP (1294–1304)[24]
- Tommaso da Como OP (1295–1304)[25]

### Inkwizytorzy trybunału w Genui (od 1256)
- Anselmo da Genova OP (1256–?)[26]
- Cherubino da Genova OP (?–1292)[27][28]
- Tommaso di Gorzano da Asti OP (1292–1305)[27][29]

### Inkwizytorzy Pawii (od ok. 1273)
- Guglielmo da Bergamo OP (w 1273)[30]
- Gerardo da Merate OP (ok. 1280?)[31]
- Costantino da Cremona OP (ok. 1287–1292)[32]
- Lanfranco di Bergamo OP (1292–1305)[33]

### Inkwizytorzy trybunału w Bolonii (od 1296)
- Guido Capello da Vicenza OP (1296–1304)[34]
  - Manfredo da Parma OP, koinkwizytor (1299–1303)[35]

### Pozostali Inkwizytorzy Lombardii
- Aldobrandino da Reggio OP, inkwizytor w Bolonii, Ferrarze i Bergamo (1254–1278?)[36]
- Daniele da Giussano OP, inkwizytor w Mediolanie, Bergamo i Bolonii (1267?–1289?)[37]
- Anselmo da Alessandria OP (1267–1279)[38]
- Enrico da Cagli OP, inkwizytor w Bergamo (1267)[39]
- Guglielmo da Cremona OP, inkwizytor w Bolonii (1276)[40]
- Nicola da Cremona OP, inkwizytor w Piacenzy i Cremonie (1276–1278)[41]
- Pagano da Lecco OP, inkwizytor w Como (1277)[42]
- Florio da Vicenza OP, inkwizytor w Bolonii i Ferrarze (1278–1293)[43]
- Pagano de Vicedomini OP, inkwizytor w Piacenzy (1291)[44]
- Ugo da Ponzone OP, inkwizytor w Piemoncie (1293?–1303?)[45]
- Giovanni da Cremona, inkwizytor w Piacenzy i Cremonie OP (1294–1299)[46]
- Federico da Piacenza OP, inkwizytor w Piacenzy i Cremonie (przed 1301)[47]

## Inkwizytorzy Lombardii Górnej i Marchii Genueńskiej od 1304

### Inkwizytorzy trybunału w Mediolanie
- Emanuele Testa da Novara OP (ok. 1305–1313)[48]
- Marchisio da Brescia OP (1314–1321)[49][50]
- Ventino de Gaudenzi OP (1331)
- Giovanni da Brescia OP (udokumentowany w 1346)[51]
- Osimo da Besana OP (1367)
- Ruggero da Casale OP (1381–1384)[52][53]
- Giovanni da Lampugnano OP (1386-1390?)[54][55]
- Beltramino da Cernuscullo OP (1390-1395)[53][56]
- Pietro de Alzate OP (1403–1415)[57]
- Giovanni da Cremona OP (udokumentowany 1418–1422)
- Marco da Vimercate OP (1432–1434)[58]
- Angelo Vismara OP (1445)[59]
- Giorgio Lampugnani OP (1449)[60]
- Filippo Meinari OP (1470–1471)[61]
- Pietro da Cairate OP (1474–1477)[62]
- Francesco Della Riva OP (1477–1487)[62]
- Matteo dell'Olmo OP (1487–1497)[62]
- Graziadio Crotti da Cremona OP (1497–1511 [i ponownie 1512–1517?])[62]
- Silvestro Mazzolini da Prierio OP (1511–1512)[62], także inkwizytor Piacenzy
- Martino Giustiniani da Genova OP (1517?–1518)[62]
- Melchiorre Crivelli OP (1518–1519?)[62]
- Gioacchino Beccaria da Pavia OP (1519?–1521)[62]
- Melchiorre Crivelli OP [ponownie] (1521–1553)[62]

### Inkwizytorzy Pawii, Piacenzy i Cremony

#### Inkwizytorzy Piacenzy i Cremony (XIV wiek0)
Piacenza i Cremona tworzyły samodzielny okręg inkwizytorski pod koniec XIII i na początku XIV wieku. Następnie (najpóźniej około połowy XV wieku) okręg ten został połączony z okręgiem Pawii. Ponowne wyodrębnienie nastąpiło w 1502.
- Enrico da Genova OP (1304–1305)[63]
- Guglielmo Cigala da Genova OP (1308–1309)[64]
- Giordano de Montecucco OP (1321–1324)[49]
- Giovanni da Clusiano OP (1391)[54]

#### Inkwizytorzy Pawii (XIV wiek)
Na początku XIV wieku inkwizytorzy Pawii mieli jurysdykcję nad diecezjami Vercelli i Tortony, z tym, że Vercelli dość szybko (najpóźniej w 1307) stało się ośrodkiem oddzielnego okręgu.
- Filippo da Como OP (1305–1312)[65]
- Raimondo della Villata OP (1312)[49]
- Giacomo de Burgo OP (1317)[49][66][67]
- Onesto da Pavia OP (1321–1323)[49]
- Giovanni da Como OP (1416)[68]

#### Inkwizytorzy Pawii, Piacenzy i Cremony (XV wiek)
- Antonio da Caravaggio OP (1443)
- Giorgio de Canibus OP (1454?–1455)[69]
- Paolo Folperti da Pavia OP (1455–1474)[62]
- Giovanni Domenico da Cremona OP (1474–1479)[62]
- Arcangelo Fontana da Vicenza OP (1479–1481)[62]
- Graziadio Crotti da Cremona OP (1481–ok. 1484)[62]
- Giovanni Antonio Savarezzi da Cremona OP (ok. 1484–1502)[62]

W okresie urzędowania Savarezziego, w 1502, okręg ten został podzielony na Pawię oraz Piacenzę (wraz z Cremoną).

#### Inkwizytorzy trybunału w Pawii (od 1502)
- Giovanni Antonio Savarezzi da Cremona OP (do 1509)[62]
- Gioacchino Beccaria da Pavia OP (1509–1523)[62], w latach 1519–1521 także inkwizytor Mediolanu
- Bartolomeo da Piacenza OP (1523–1527)
- Tommaso da Alessandria OP (1527–1530)[62]
- Agostino da Vimercate OP (1530–ok. 1540)[70]
- Sante da Mantova OP (ok. 1540–1548)[71]

#### Inkwizytorzy trybunału w Piacenzy (od 1502)
- Giorgio Cacatossici da Casale OP (1502–1511)[62]
- Silvestro Mazzolini da Prierio OP (1511–1515)[62], do 1512 także inkwizytor Mediolanu
- Crisostomo Iavelli da Casale OP (1515–1539)[62]
- Vincenzo Villa da Piacenza OP (1539–1548)[72]

### Inkwizytorzy Tortony i Alessandrii
- Giacomo da Cremona OP (1344–1346)[73]
- Simone di Acquabella OP (1379–1381)[74]
- Giacomo da Lerzano OP, inkwizytor Savigliano, Alessandrii i Tortony (1391)[54]
- Giacomo de Sanctis da Alessandria OP, inkwizytor Asti i Alessandrii (1392)[54][75]
- Pietro Bellingeri di Rivarone OP, inkwizytor Alessandrii (1400–1417)[74]
- Pietro Ardizzi di Piacenza OP, inkwizytor Tortony (1404)[76]
- Antonio Muzio OP, inkwizytor Alessandrii (1421)[74]
  - Giacomo Inviziati da Alessandria OP, inkwizytor Genui i Alessandrii (1468–1482?)[74]
- Giovanni Muzio OP, inkwizytor Tortony (1471–1483?)[73]
- Lorenzo Butini da Alessandria OP (1483–1502?)[62]
- Benedetto di Ruginetti OP (1502–1508?)[77]
- Gian Maria Inviziati OP (?–1520)[77]
- Tommaso Lunati d'Annone OP, inkwizytor Alessandrii (1520–1545?)[77]
- Pietro Martire de Braghieri OP, inkwizytor Tortony (1520–1546? i ponownie 1549–1562)[78]
- Giovanni Michele Castellani OP, inkwizytor Tortony (1546–1549) i inkwizytor Alessandrii (1546–1563)

### Inkwizytorzy Brescii i Bergamo (ok. 1305–1497)
- Valentino da Solere OP (1305–1308)[79][80]
- Marchisio da Brescia OP (1311–1314)[49]
- Giovanni Fontana OP (1315–1317)[29][81][82]
- Guglielmo Colleone OP (1354–1375?)[79]
- Belengrino de Viziati OP (1375–1385?)[79]
- Giovanni de Lampugnano OP (1385–1391?)[83][54]
- Oprandino da Bergamo OP (1391–1398?)[54]
- Ambrogio de Aicardo OP (1398)[84][54]
- Giacomo da Oria OP (1416)[79]
- Giacomo de Petri OP (1450–1464)[84]
- Giovanni di San Miniato OP (1464–1467)[84]
- Martino de Chiari OP (1467–1468)[84][85]
- Bartolomeo de Montagnana OP (1468–1470)[84]
- Antonio Grumelli da Soncino OP (1470–1476)[84][85]
- Giovanni da Gandino OP (1476–1479)[62]
- Antonio Pezzotelli da Brescia (1479–1497)[62]

#### Inkwizytorzy trybunału w Brescii (od 1498)
- Angelo Faella da Verona OP (1498–1499)[62]
- Apollonio da Gavardo OP (1499–1502)[62]
- Andrea Porcellaga da Brescia OP (1502–1508)[62]
- Silvestro Mazzolini da Prierio (1508–1511)[62]
- Giorgio Cacatossici da Casale (1511–1516?)[62], także inkwizytor Bergamo (od 1512)[62]
- Agostino Mori da Brescia OP (1516–1517)[62]
- Girolamo da Lodi OP (1518–1525)[62]
- Pietro Cattanei da Provaglio OP (1525–1530)[62]
- Donato da Brescia OP (1530–1539)[84]
- Domenico Marchetti da Castenedolo OP (1539–1541)[86]
- Pietro Martire Sangervasi OP (1542–1543)[87]

#### Inkwizytorzy trybunału w Bergamo (od 1498)
- ?Domenico di Frassino da Lodi OP (1498)[62]
- Cristoforo Alzani da Bergamo OP (1498–1499)[62]
- Giovanni dell'Olmo OP (1499)[62]
- Agostino Maggio da Pavia OP (1499–1506)[62]
- Antonio Natta da Casale OP (1506–1508)[62]
- Giovanni Battista Gratarola da Bergamo OP (1508–1512)[62]
- Giorgio Cacatossici da Casale OP (1512–1520)[62][88], także inkwizytor Brescii (do 1515)[62]
- Antonio Passerini da Bergamo OP (1520–1523)[62]
- Giovanni Ceresoli da Bergamo OP (1523–1530)[62]
- Damiano da Bergamo OP (1530–1535)[88]
- Giovanni dei Consoli OP (1535–1536)[88]
- Domenico Adelasio OP (1536–1554)[89]

### Inkwizytorzy Vercelli, Novary i Como (od 1308)

#### Inkwizytorzy Vercelli i Novary (XIV wiek)
- Ottone da Milano OP (1308–1312)[90]
- Marco da Nebbio OP (1351)[91]
- Giovanni Vialardo OP (1380)[92]
- Antonio da San Nazzaro OP (1385–1386)[93]

#### Inkwizytorzy Vercelli, Novary i Como (do 1505)
- Filippo da Parazo OP (1415)[94]
- Manfredo Orfelini OP (?–1425)
- Ubertino da Vercelli OP (1431–1432)[95]
- Giovanni Pozzobonello OP (1437–1442)[96]
- Agostino Canisio da Novara OP (1450–1452)[97]
- Gerolamo Panizzari da Sestri OP (1452–1454)[98]
- Pietro Tornielli da Novara OP (1456)
- Bartolomeo da Omate OP (1457–1460?)[99]
- Niccolò Constantini da Biella OP (1460–1482?)[62]
- Lorenzo Soleri da Sant'Agata OP (1483–1505)[62][100]

#### Inkwizytorzy trybunału w Vercelli (od 1505)
- Lorenzo Soleri da Sant'Agata OP (1505–1527?)[62][100]
- Agostino Leoni da Cavaglia OP (1527–1540)[101]
- Giacomo Barilli da Tollengo OP (1540–1561)[101][102]

#### Inkwizytorzy trybunału w Como (od 1505)
Okręg Como został wyodrębniony w maju 1505. 
- Bernardo Rategno da Como OP (1505–1512)[62]
- Antonio Natta da Casale OP (1512–1515)[62]
- Agostino Maggio da Pavia OP (1516–1520)[62]
- Modesto Scrofa da Vicenza OP (1520–1529?)[62]
- Pietro Martire Rusca da Lugano OP (1530–1536)[103]
- Francesco Casanova da Torno OP (1536–1543)[103]

#### Inkwizytorzy trybunału w Novarze (od 1505)
Okręg Novary został wyodrębniony w maju 1505. 
- Alberto Bossi da Novara OP (1505–1508)[62]
- Domenico Visconti da Novara OP (1508–1530?)[62]
- Bernardino Crivelli OP (1530?–1560)[104]

### Inkwizytorzy Casale Monferrato
- Michele Madei da Asti OP (1488–1494?)[62]
- Angelo Rizzardini da Savigliano OP (1505–1509)[62]
- Sebastiano Pastorelli da Taggia OP (1510–1545)[62][105]

### Inkwizytorzy Piemontu (do 1483)
- Francesco Pocapaglia OP (1307–1316)[49][50][106]
- Barnaba Cagnoli OP (1317–1324)[49][106][107]
- Oberto di Sparoaria OP (1328)[106]
- Alberto Castellario OP (1332–1335)[106]
- Ruffino dei Gentili OP (1345-1354)[106]
- Pietro Cambiani da Ruffia OP (1351–1365)[106][108]
- Tommaso di Casasco OP (1361-1382)[106][109]
- Antonio Pavonio OP (1365?–1374)[106][108]
- Ughetto Bergognini OP (1384)[106]
- Michele Grassi da Savigliano OP (1386)[106]
- Pietro di Castellamonte OP (1387)[106]
- Antonio da Settimo OP, inkwizytor Turynu, Asti i Ivrei (1387–1391)[106][108]
- Giovanni Susa da Rivoli OP (1395–1421)[106][110]
- Stefano Madei OP (1414–1425)[111]
- Lodovico da Soncino OP (1429–1440?)[112]
- Francesco Bride de Langamerlis de Avilliana OP (1435)[113]
- Fazzone de Regibus da Asti OP (1451)[114]
- Michele Valenti da Torino OP (1472–1474)[62]
- Ugo Albini da Chieri OP (1474–1475)[62]
- Michele Valenti da Torino OP [ponownie] (1475–1483)[62]

W 1483 okręg ten podzielono na okręgi Asti i Turynu.

#### Inkwizytorzy trybunału w Asti (od 1483)
- Stefano Bandini da Alba OP (1483–1494)[62]
- Michele Madei da Asti OP (1494–1500)[62]
- Biagio degli Imperiati da Asti OP (1500–1501)[62]
- Paolo Asinari da Asti OP (1501–1532?)[62]
- Teobaldo OP (1532–1544?)[115]

#### Inkwizytorzy trybunału w Turynie (od 1483)
- Antonio Ghislandi da Torino OP (1483–1510)[62]
- Cornelio da Beinasca OP (1510–1519)[62]
- Girolamo Rachia da Chieri OP (1519–1547)[62]

### Inkwizytorzy trybunału w Savigliano (1440–1571)
- Giacomo Buronzo di Vercelli OP (1440–1463?)[108]
- Bartolomeo Cerveri OP (1463–1466)[108]
- Aimone Taparelli da Savigliano OP (1467–1495)[62]
- Vito Beggiami da Savigliano OP (1495–1502)[62]
- Ludovico Ferrari da Savigliano OP (1502–1504)[62]
- Pietro Sereni da Savigliano OP (1505–1524)[62]
- Angelo Rizzardini OP (1525-1532)
- Girolamo da Mondovi OP (1532-1544)
- Cristoforo Galliani di Caramagna OP (1544–1571)

#### Inkwizytorzy Mondovì (1483-1495, 1498-1513)
Wyodrębnienie diecezji Mondovì z okręgu Savigliano miało miejsce prawdopodobnie w 1483 za sprawą ówczesnego generała zakonu Salvo Cassetty i legata papieskiego w Piemoncie, kardynała Domenico della Rovere. Pierwszym inkwizytorem został Biagio Berra, który już od 1474 sprawował w diecezji Mondovì urząd wiceinkwizytora Aimone Taparelliego, inkwizytora Savigliano. Wyodrębnienie tej diecezji w samodzielny okręg miało początkowo charakter tymczasowy, gdyż w latach 1495–98 i po śmierci Biagio Berry ok. 1513 powracała ona pod jurysdykcję inkwizytorów Savigliano. Stały trybunał z siedzibą w Mondovi powstał dopiero w 1571.
- Biagio Berra da Mondovì OP (1483–1495, 1498–1513?)[62]

#### Inkwizytorzy Saluzzo (1509-1533)
Okręg Saluzzo został wyodrębniony z okręgu Savigliano w 1509. Obejmował swą jurysdykcją cały markizat Saluzzo:
- Angelo Rizzardini da Savigliano OP (1509–1510)[62]
- Agostino Maggio da Pavia OP (1510–1516)[62]
- Vincenzo da Codogno OP (1516–1528?)[62]
- Domenico Marchetti da Castenedolo OP  (1528–1530)[116]
- Bartolomeo Mortario OP (1530–1533)[117]

Po 1533 Saluzzo powróciło pod jurysdykcję inkwizytora Savigliano. Stały trybunał z siedzibą w Saluzzo powstał w 1556.

### Inkwizytorzy trybunału w Genui
- Bencio da Alessandria OP (1305–1311)[50]
- Pace de Vedano OP (1311–1330)[49][50][82][118]
- Francesco Galvano OP (1346)[119]
- Agostino da Finale OP (1390)
- Benedetto Scaffacia OP (1397)[120]
- Giacomo d’Albano OP (1418)[121]
- Stefano da Taggia OP (1427–1429)[122]
- Raffaelo de Pornasio OP (1430–1450)[122]
- Filippo de Opizio OP (1450–1456)[122]
- Bernardo Salvago OP (1464–1467)[122]
- Giacopo Inviziati da Alessandria OP, inkwizytor Genui i Alessandrii (1468–1482?)[122]
- Giovanni da Chieri OP (1482–1493?)[62]
- Bernardo Granelli da Genova OP (1493–1494)[62]
- Paolo Moneglia da Genova OP (1494–1497)[62]
- Gaspare Rossetti da Varazze OP (1497–1518)[62]
- Giacomo Negro da Venezia OP (1520–1525)[62]
- Martino Giustiniani da Genova OP (ok. 1525–1530)[62]
- Sisto Nardini OP (1534–1539)[122]
- Stefano Usodimare OP (1539–1547)[122]

## Inkwizytorzy Lombardii Dolnej od 1304

### Inkwizytorzy trybunału w Bolonii
- Guido da Parma OP (1304–1305)[123]
- Niccolò Tascheri da Bologna OP (1305–1310)[123]
- Niccolò di Ripatransone OP (1311)[29]
- Ruggero da Petriolo OP (1311–1312)[124]
- Manfredo da Parma OP (1314–1318)[29]
- Bartolomeo d'Ascoli OP (1321)[125]
- Lamberto da Cingulo OP (1322–1336 jako inkwizytor Ferrary i Bolonii)[126]
- Egidio Galluzzi OP (1328–1334)
- Giacomo d'Ancona OP (1346–1348)[127]
- Simone di San Severino OP (1351)[128]
- Marco da Verona OP (1353–1355)[129]
- Paulino de Forolivio OP (1356)[130]
- Giovanni da Pesaro OP (1364)[130]
- Giacomo de Abellis da Bologna OP (1376)[131]
- Paolo Solimani OP (1381)[131]
- Federico da Venezia OP (1383)[132]
- Giovanni Solimani OP (1387–1389)[131][133]
- Giovanni di San Domenico OP (1391)[134]
- Giovanni di San Severino OP (1401–1404)[131][135]
- Leonardo Dati OP (1405–1409)[130][131]
- Domenico da Venezia OP (1413)[131]
- Benigno da Ripatransone OP (1418–1420)[130][131]
- Angelo Novello da Bologna OP (1425–1428)[136]
- Ludovico Tosi da Pisa OP (1430–1433)[131][137]
- Antonio da Oria OP (1437)[138]
- Gaspare Sighicelli OP (1440–1450)[130][139]
- Corrado di Germania OP (1450–1451)[130]
- Domenico Catalano OP (1451–1452)[130]
- Pietro de Mallorca OP (1452–1456)[130]
- Michele di Olanda OP (1456–1460)[62]
- Gabriele Cassafages di Barcelona OP (1460–1464)[130]
- Vercellino Albertini OP (1464–1465)[130]
- Girolamo Parlasca da Como OP (1465–1466)[130]
- Bartolomeo de Montagnano OP (1466–1467)[130]
- Giovanni da San Miniato OP (1467–1468)[130]
- Simone da Novara OP (1468–1474)[62]
- Michele di Olanda [ponownie] (1474–1478)[62]
- Bartolomeo Commazio da Bologna OP (1478–1484)[62][130]
- Domenico Pirri da Gargnano OP (1485–1490)[62]
- Vincenzo Bandello di Castelnuovo OP (1490–1493)[62]
- Girolamo Albertucci dei Borselli OP (1493–1494)[62]
- Giovanni Cagnazzo da Taggia OP (1494–1513)[62]
- Girolamo Fantoni da Vigevano OP (1513–1517)[62]
- Eustachio Piazzesi da Bologna OP (1517–1519)[62]
- Francesco Silvestri OP (1519–1525)[62]
- Stefano Foscarari OP (1526–1547)[62][140]

### Inkwizytorzy trybunału w Ferrarze
- Giacomo da Vicenza OP (1304-1306)
- Bonifazio da Faenza OP (1306–1310)[50]
- Giovanni Pizogotis OP (1310–1315)[49][141]
- Ugolino a Urbino OP (1315–1316)
- Corrado di Camerino OP (1316–1318)[49][141]
- Giacomo Bono OP (1322–1324)[142]
- Lamberto da Cingulo OP (1322?–1336)[126]
- Andrea da Parma OP (1355)
- Egidio da San Severino OP (1365–1370)[143]
- Tommaso da Camerino OP (1370–1378?)[144]
- Aldobrandino Callegari da Ferrara OP (1378–1390?)[145]
- Giovanni di San Tommaso OP (1390–1395)[146]
- Simone da Ferrara OP (1395–1410?)[143]
- Bartolomeo da Ferrara OP (ok. 1410–1448)[147]
- Antonino da Alessandria OP (1448–1462)[143][148]
- Tommaso dai Liuti da Ferrara OP (1462–1481)[62]
- Giovanni Rafanelli da Ferrara OP (1481–1484)[62]
  - Vincenzo Mentini da Ferrara OP (1484–1485), nie objął urzędu[62]
- Giacomo d’Ognissanti da Ferrara OP (1485–1486)[62]
- Giovanni Rafanelli da Ferrara [ponownie] (1486–1514)[62]
- Antonio Beccari da Ferrara OP (1514–1525)[62]
- Paolo Butigella da Pavia OP (1525–1530)[62]
- Angelo Salecchio OP (1530–1533)[149]
- Tommaso Maria Beccadelli (1533–1547)[150]

### Inkwizytorzy Mantui i Parmy (przed 1468)
- Egidio Prosperi da Parma OP (1306-1310)[151]
- Tomasino Tonsi da Modena OP (1316)
- Agostino da Padova OP (1338)
- Tommaso Arriani da Mantova OP (1390)
- Domenico da Bologna OP (1409)
- Bernardo da Fermo OP (1414)
- Benedetto da Fermo OP (1417)
- Cristoforo Fabiani da Udine OP (1440)

### Inkwizytorzy trybunału w Parmie (od 1468)
- Vincenzo Pessoti da Parma (1468–1477)[62]
- Niccolò Bonini da Reggio (1477–1490)[62]
- Giovanni da Treviso (1490–1491)[62]
- Niccolò Bonini da Reggio [po raz drugi] (1491–1505)[62]
- Maffeo di Galvano da Parma (1505–1507)[62]
- Tommaso da Vigevano (1507–1508)[62]
- Antonio Natta da Casale (1508–1512?)[62]
- Donato da Brescia (1512?–1517)[62]
- Modesto Scrofa da Vicenza (1517–1519)[62]
- Girolamo Armellini da Faenza (1519–1531?)[62][152]
- Angelo da Faenza (1533–1540)[152]
- Tommaso dalla Negra da Vicenza (1540–1559)[152]

### Inkwizytorzy trybunału w Mantui (od 1485)
- Ambrogio di Germania (1485–1490)[62]
- Domenico Pirri da Gargnano (1490–1524?)[62]
- Ludovico Marini da Genova (1524–1528)[62][153]
- Gianbattista da Milano (1529–1531)[62][153]
- Girolamo Armellini da Faenza (1531–1540)
- Tommaso da Seiano (1540–1544)[153]